# Mexičan (film)
Mexičan (anglicky The Mexican) je americká akční kriminální komedie z roku 2001 režiséra Gora Verbinského s Bradem Pittem a Julií Robertsovou v hlavní roli. Jde o napínavou parodii na gangsterské filmy, kdy hlavní hrdina je sympatický a nešikovný mladý gangster, který se ocitne na své poslední akci v Mexiku, kam je vyslán za trest pro historickou střelnou zbraň.

## Děj
Jerry Welbach (Brad Pitt) je mladý a nešikovný gangster, který má nejen dost životní smůly, ale i temperamentní a velice hašteřivou přítelkyni Samanthu Barzelovou (Julia Robertsová). Poté, co Jerry zkazí svoji další zločineckou práci, je za trest vyslán do Mexika, aby pro svého současného šéfa Naymana přivezl krásnou ručně vyrobenou a umělecky vyzdobenou historickou bambitku. Kvůli této své poslední misi se na počátku filmu rozejde se svojí milovanou a půvabnou přítelkyní Samanthou, které před tím slíbil cestu do Las Vegas. I cesta do Mexika se nečekaně zvrtne, neboť o pistoli jeví velký zájem nejen mnozí Američané ale i místní mexičtí "banditos". Samantha odjíždí autem do Las Vegas, na cestě je ale násilně unesena neznámým mužem, který se jí představí jako Leroy (James Gandolfini). Příběh se ve svých dvou dějových liniích zamotává. Kýžená pistole v Mexiku mění neustále své majitele a Jerry se o ní od různých lidí postupně dozvídá několik navzájem různých historek, vztahujících se k jejímu původu. Vše se ale nakonec vysvětlí a podaří vyřešit, pistole se vrací svému prapůvodnímu majiteli, zlodušský gangsterský boss Nayman, který Jerrymu ukládá o život, je zabit jediným výstřelem právě z kýžené historické pistole, o kterou tak stojí.

## Hrají
| Brad Pitt        | Jerry Welbach                      |
| Julia Robertsová | Samantha Barzel                    |
| Gene Hackman     | Arnold Margolese                   |
| James Gandolfini | Winston Baldry alias „Leroy“       |
| Bob Balaban      | Nayman                             |
| J. K. Simmons    | Ted                                |
| Sherman Augustus | černý muž v černém, skutečný Leroy |

## Základní údaje
- Režie: Gore Verbinski
- Kamera: Dariusz Wolski
- Střih: Craig Wood
- Hudba: Alan Silvestri
- Výprava: Cecilia Montielová

## Zajímavosti
Právě během natáčení tohoto snímku se Julia Robertsová seznámil a posléze i sblížila se svým nynějším manželem kameramanem Danielem Moderem, který zde tehdy pracoval jako asistent kamery.